# Gregor Strasser
Gregor Strasser, scritto anche Straßer, (Geisenfeld, 31 maggio 1892 – Berlino, 30 giugno 1934) è stato un politico tedesco, uno dei primi leader del Partito Nazionalsocialista.

## Biografia
Dopo aver partecipato alla prima guerra mondiale, nella quale si era meritato la Croce di Ferro, Gregor Strasser si stabilì a Landshut per aprirvi una farmacia; si iscrisse al Partito Nazionalsocialista dei Lavoratori Tedeschi nel 1920. Divenne uno dei più stretti ed influenti collaboratori di Hitler. Nell'ottobre del 1920 convinse anche il fratello Otto Strasser a partecipare come membro attivo al partito. Era un organizzatore eccezionale e fondò e diresse "Lettere Nazionalsocialiste", per anni organo ufficiale del partito. Partecipò al putsch della birreria di Monaco, ma non venendo accusato, dopo il suo fallimento, per alto tradimento, non subì la detenzione. Durante il breve periodo in cui Hitler fu detenuto nel carcere di Landsberg, egli si adoperò tenacemente per riuscire a tenere in vita e rilanciare il partito momentaneamente privo del suo capo, arrivando a vendere la propria farmacia per devolvere l'intero ricavato allo NSDAP. Fu lui a suggerire a Hitler di scrivere le sue memorie che poi confluirono nel Mein Kampf.
Si alleò con Alfred Rosenberg e con il generale Ludendorff per costituire un movimento nazista nazionale in grado di presentarsi alle elezioni statali e nazionali del 1924, e ottenne risultati apprezzabili: in Baviera lo NSDAP ebbe tanti voti da diventare il secondo partito della regione, mentre in Germania - con il nome di "Movimento nazionalsocialista per la libertà tedesca" - guadagnò due milioni di voti, assicurandosi trentadue seggi al Reichstag, uno dei quali andò allo stesso Strasser. In quanto deputato del Reich, Strasser godeva di numerosi privilegi: poteva viaggiare gratuitamente in ferrovia e, soprattutto, godeva dell'immunità parlamentare, e quindi nessuno avrebbe potuto proibirgli di parlare in pubblico, o intentargli processo per diffamazione se avesse voluto attaccare qualcuno. Di questi privilegi egli subito si valse per intensificare la propria attività di propaganda e stringere un gran numero di contatti specialmente nella Germania del nord, dove il Partito nazista era ancora relativamente poco conosciuto.

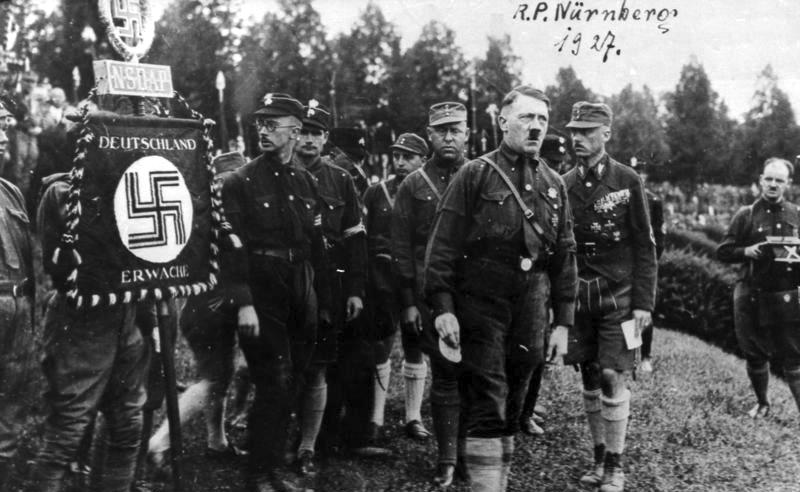
Gregor Strasser, alle spalle di Adolf Hitler, tra Heinrich Himmler e Franz Pfeffer von Salomon, al raduno del Partito nazista a Norimberga del 1927

Oratore infaticabile, uomo d'azione e organizzatore nato, Strasser divenne capo dell'organizzazione politica del Partito nazista, allargando sempre più la propria influenza in seno al partito e assumendo implicitamente una posizione di rivalità nei confronti di Hitler cui non era molto disposto a riconoscere il ruolo di "Signore", capo assoluto del movimento nazionalsocialista. Come segretario, prese con sé un giovane renano di ventotto anni, Joseph Goebbels. Per ovvi motivi, Hitler non vedeva di buon occhio i fratelli Strasser nonostante i successi da loro conseguiti. Ma non si trattava semplicemente di rivalità personali, ma anche di sostanziali divergenze di vedute politiche.
Gregor Strasser, che fu tra i pochi a credere sinceramente nel "socialismo" del nazionalsocialismo, sosteneva la necessità di uno "slittamento a sinistra" del partito nazista, l'adozione di formule organizzative sul modello dei soviet e la necessità di collaborare con i marxisti per una svolta anticapitalistica. Tutte idee che non potevano non entrare in contrasto con le posizioni nazionalistiche e autoritarie di Hitler, che osservava con crescente preoccupazione i successi conseguiti dai fratelli Strasser e da Goebbels nell'opera di formazione di una vigorosa ala radicale e proletaria del partito nella Germania settentrionale. Lasciati a sé stessi - tale era l'opinione del Führer - questi avrebbero potuto impossessarsi del partito, e per fini contro cui Hitler si opponeva violentemente.
Nell'autunno 1925 si arrivò alla resa dei conti: la miccia fu la proposta, avanzata in parlamento dai deputati socialdemocratici e comunisti, di espropriare le vaste proprietà e i beni della casa imperiale e dei vari sovrani tedeschi spodestati. La cosa avrebbe dovuto essere decisa in base a un plebiscito popolare, in conformità alla costituzione di Weimar. Goebbels e Strasser proposero senz'altro che i nazisti si mettessero a fianco dei comunisti e dei socialisti nell'appoggiare la campagna per l'espropriazione dei nobili; ma queste posizioni erano assolutamente in contrasto con la politica di Hitler. Molti di questi ex-governanti, insieme a un nutrito gruppo di grandi industriali, si erano avvicinati al partito, senza lesinare sovvenzioni e finanziamenti, proprio perché questo prometteva di opporsi efficacemente ai comunisti, ai socialisti e ai sindacati operai: ma se Goebbels e Strasser avessero proseguito nei loro intenti, gli appoggi e le sovvenzioni dei conservatori su cui egli tanto contava sarebbero immediatamente venuti meno. Hitler fece pressioni affinché Strasser rinunciasse a questi progetti, e riuscì nel suo intento con l'appoggio della Destra del partito.
Nel 1926 Strasser ruppe i rapporti con Goebbels, passato a sostenere le ragioni di Hitler, mentre nel dicembre 1932 avvenne la completa rottura con Hitler, quando questi lo accusò di tradimento per i contatti avuti con l'allora cancelliere, il generale Von Schleicher, che gli aveva offerto la carica di Vicecancelliere per la formazione di un nuovo governo. Mentre il fratello Otto era ricercato dalla Gestapo per la fondazione del "Fronte Nero", Gregor venne emarginato dalla vita politica, fino ad essere una tra le vittime della notte dei lunghi coltelli: a mezzogiorno del 30 giugno 1934 fu arrestato nella sua abitazione di Berlino, trasportato nella prigione della Gestapo sulla Prinz Albrechtstrasse e ucciso poche ore dopo, per ordine personale di Göring.